# Gamay (Northern Samar)
Gamay ist eine philippinische Stadtgemeinde in der Provinz Northern Samar. Sie hat 23.511 Einwohner (Zensus 1. August 2015).

## Baranggays
Gamay ist administrativ unterteilt in 26 Baranggays.
| - Anito - Bangon - Bato - Bonifacio - Cabarasan - Cadac-an (Calingnan) - Cade-an - Cagamutan del Norte - Dao - G. M. Osias - Guibuangan - Henogawe - Lonoy | - Luneta - Malidong - Gamay Central (Pob.) - Gamay Occidental I (Pob.) - Gamay Oriental I (Pob.) - Rizal - San Antonio - Baybay District (Pob.) - Burabod (Pob.) - Cagamutan del Sur - Libertad (Pob.) - Occidental II (Pob.) - Oriental II (Pob.) |